# アエル (貸金業者)
アエル株式会社（英称：A E L Corporation）は、消費者金融を営んでいた外資系の会社。2024年に廃業。

## 概説
1969年に山一物産株式会社（やまいちぶっさん）として創業。1983年に日立信販株式会社（ひたちしんぱん）と商号を変更し、店舗網を全国展開した。
しかし山一證券、日立グループの双方とも全く無関係なフリーライド（著名表示冒用行為）であったため、日立クレジットから不正競争防止法違反で提訴されたが、推定無罪論を振りかざし最高裁判決確定まで『ローンズ日立』の屋号を平然と用い続けた。
1999年に当時のメインバンクだった東京相和銀行、主要借入先の東邦生命保険となみはや銀行が相次いで経営破綻したため、資金繰りが逼迫。判決確定に伴い2001年に社名変更を余儀なくされたが、宮城県仙台市にある大型複合施設ビル『AER（アエル）』とまたもや競合し、この事業主体からも不正競争防止法違反で提訴された。
現社名への変更に際し、上層部ではAERの存在に気づいていながらも、スペルが違う (AEL) ため大丈夫と判断したが、敗訴した結果、アエルの看板には「旧社名　日立信販」との但し書きを入れるようになった。
2003年9月30日、グループ会社のナイス（消費者金融）、サリ（酒類ディスカウントストア）と共に会社更生法の適用を申請。同年10月に東京スター銀行の親会社だった米国の投資ファンド、ローンスターグループが会社再建のスポンサーとして名乗りを上げ、同年11月からローンスターグループ傘下となる。その後、2004年7月12日にナイスを吸収合併して、2005年にはアエル・ナイスの両ブランドをアエルに一本化し、「AEL2010」と称して5ヵ年計画をスタートさせ、全国の店舗数を500店舗にまで増やすことを目指した新たな拡大路線を推進し、2007年8月に更生手続を終結した。自動契約機は「ひタッチくん」の愛称があり、現社名に変更後も使われていたが、ローンスターグループ傘下で廃止された。
2006年7月27日に関東財務局から、貸金業規制法違反により約250ヶ所ある支店や事務所に対し、同年8月21日から3～26日間の全店業務停止命令を受けている。
2006年12月に成立した改正貸金業法の施行により、融資希望者に対する貸し付け基準の厳格化や、顧客から過払金返還請求訴訟が続き、資金繰りが悪化したことで事業継続が困難となり、2008年3月24日に東京地裁へ民事再生法の適用を申請し、同年8月29日をもって全有人店舗が閉鎖された。
その後2009年4月に民事再生計画の認可決定がなされたものの、その内容は返済率はわずか5％と、債権者にとても厳しい内容であった。債権の一部はJ.P.モルガン信託銀行など第三者に譲渡された後、更に債権回収代行業の間を転々としており、権利関係が複雑化、不可視化している。
当該民事再生手続によって、過払い金返還債権の金額が減額される可能性が高く、各方面への影響が懸念されている。また、債権届出期限までに債権者（過払い請求をする人は過払い金返還債権者）は再生債権届出書を提出する必要がある。通常、期限までに届出をしないと債権は消滅する。
2011年末現在事務所は新橋に移転をしており，過払い金の返還受付のみを行っているようである。
また2012年秋には中間配当を行った。
2024年に登記記録の閉鎖等（清算の結了等）。

## CM出演者
- 河合奈保子（日立信販時代）
- モト冬樹（日立信販時代から出演。アエルに名称変更後も引き続き出演）